# Ramón Chico de Guzmán
Ramón Chico de Guzmán (Madrid, 1843-Madrid, 1876) fue un político, periodista y escritor español, primer conde de la Real Piedad.

## Biografía
Nacido en Madrid el 23 de abril de 1843, ostentó el título nobiliario de conde de la Real Piedad. Estuvo vinculado a la localidad murciana de Cehegín, de donde era natural su padre. Fue redactor en Madrid de El Años 1861, El Independiente (1864-1965) y de La Gaceta Popular (1873), además de fundador de El Sainete y colaborador en otras muchas publicaciones periódicas. Chico de Guzmán, que obtuvo escaño de diputado a Cortes en las elecciones de abril de 1872 y 1876, en ambas ocasiones por el distrito ciudadrealeño de Alcázar de San Juan, falleció en 1876, el día 7 de febrero, en Madrid.